# Ophioplinthus clasta
Ophioplinthus clasta är en ormstjärneart som först beskrevs av Hubert Lyman Clark 1911.  Ophioplinthus clasta ingår i släktet Ophioplinthus och familjen fransormstjärnor. Inga underarter finns listade i Catalogue of Life.